# Famille Kisfaludy
Kisfaludy de Kisfalud (kisfaludi Kisfaludy en hongrois) est le patronyme d'une ancienne famille de la noblesse hongroise.

## Origines
Elle est issue du clan Csák, dont les racines remontent aux tribus magyares de l'Honfoglalás. Son premier membre est János Kisfaludi de Kázmér (fl. 1358-1363), fils du comes Lőrinc Csák (fl 1231-1278).

## Membres notables
- Balázs Kisfaludy (fl. 1608), alispán de Vas.
- István Kisfaludy (fl fl 1642), alispán de Vas, fils du précédent.
- László Kisfaludy, capitaine kuruc puis président du conseil du district de Kőszeg (1730).
- Mihály II Kisfaludy († 1826), juge des nobles en chef du comitat de Győr, père des suivants:
  - Károly Kisfaludy (1788–1830), homme de lettres et dramaturge hongrois.
  - Sándor Kisfaludy (1772-1844), poète hongrois.
  - Mihály III Kisfaludy, alispán de Győr (1836).
  - János Kisfaludy, colonel (1846).
- Mihály Kisfaludy (1773-1852), commandant.
- Gábor Kisfaludy (1776-1844), membre de la Garde du corps royale hongroise (1795-1798), capitaine de hussard (1809) et juge de district (táblabíró).
- Mór Kisfaludy (hu) (1814-1893), colonel de hussard de la Honvéd (1848).
- Károly Kisfaludy (hu) (1879-1961), ingénieur en chef et directeur technique de la Poste hongroise, chef d'entreprise.
- Zoltán Lajos Kisfaludy (hu) (1854-1904), prêtre catholique romain.
- Árpád Béla Kisfaludy (hu) (1849-1903), docteur en théologie, professeur d'université.
- Árpád Kisfaludy (hu) (1884-1968), membre de l'équipe de Hongrie de football.
- Atala Kisfaludy (hu) (1836-1911), femme de lettre et poétesse hongroise, première femme membre de la société Petőfi
- Lajos Kisfaludy (hu) (1924-1988), docteur en chimie, importante personnalité de la chimie pharmaceutique hongroise, membre de l'Académie hongroise des sciences
- András Kisfaludy (hu) (1950°), musicien batteur, récipiendaire du Prix Béla-Balázs. Père de la suivante.
- Zsofia Kisfaludy (hu) (1989°), actrice, chanteuse et économiste hongroise.

## Liens, sources
- Iván Nagy: Magyarország családai, Pest, 1861.